# Tu m'appartiens (film, 1941)
Pour les articles homonymes, voir Tu m'appartiens.
Pour plus de détails, voir Fiche technique et Distribution.
Tu m'appartiens (You Belong to Me) est un film américain de Wesley Ruggles sorti en 1941.

## Synopsis
Un playboy millionnaire rencontre lors de vacances à la neige une séduisante doctoresse, dont il ne tarde pas à s'éprendre.
Leur mariage suit presque immédiatement mais absorbée par sa profession de médecin, son épouse ne peut même pas passer leur nuit de noces en sa compagnie.

Sa femme continuant à travailler nuit et jour, il ne tarde pas à éprouver de la jalousie lorsqu'il remarque que la plupart de ses patients sont de jeunes et beaux hommes.
Pour se changer les idées, il se fait embaucher comme employé dans un grand magasin mais ses collègues ont du mal à accepter la présence d'un homme qui n'a pas besoin de travailler pour vivre. Finalement, le millionnaire achètera un hôpital qu'il dirigera avec sa femme.

## Fiche technique
- Titre : Tu m'appartiens
- Titre original : You Belong to Me
- Réalisation : Wesley Ruggles
- Scénario : Claude Binyon d’après une histoire de Dalton Trumbo
- Production : Wesley Ruggles
- Société de production : Columbia Pictures
- Photographie : Joseph Walker
- Montage : Viola Lawrence
- Musique : Frederick Hollander
- Direction artistique : Lionel Banks
- Costumes : Edith Head
- Pays d'origine : États-Unis
- Format : Noir et blanc - Son : Mono (Western Electric Mirrophonic Recording)
- Genre : Comédie romantique
- Durée : 94 minutes
- Dates de sortie :
  - États-Unis : 22 octobre 1941
  - France : 20 novembre 1946

## Distribution
- Barbara Stanwyck : Dr Helen Hunt
- Henry Fonda : Peter Kirk
- Edgar Buchanan : Billings
- Roger Clark : Frederick Vandemer
- Ruth Donnelly : Emma
- Melville Cooper : Moody
- Ralph Peters : Joseph le chauffeur
- Maude Eburne : Ella
- Renie Riano : Minnie
- Ellen Lowe : Eva
- Mary Treen : Doris
- Gordon Jones : Robert 'Oily' Andrews
- Paul Harvey : l'avocat Barrows
- Lloyd Bridges : Patrouilleur

Acteurs non crédités
- Barbara Brown : une invitée de la fête au Frantic
- Sarah Edwards : Mme Snyder
- Byron Foulger : Delaney
- Howard C. Hickman : M. Deker
- Arthur Loft : Journaliste
- Sam McDaniel : Pierre